# Liste der Nummer-eins-Hits in Ungarn (1994)
Dies ist eine Liste der Nummer-eins-Hits in Ungarn im Jahr 1994. Sie basiert auf der Top 40 album-, DVD- és válogatáslemez-lista der Magyar Hanglemezkiadók Szövetsége (Mahasz), dem ungarischen Vertreter der International Federation of the Phonographic Industry.

## Alben
| ← 1993 ← | Liste der Nummer-eins-Hits in Ungarn | Liste der Nummer-eins-Hits in Ungarn | Liste der Nummer-eins-Hits in Ungarn | 1995 → |
| \| Zeitraum \| Wo. ges. \| Interpret \| Titel \| Zusätzliche Informationen \| \| (Zeitraum, Wochen auf Platz eins, Interpret, Titel, zusätzliche Informationen) \| \| \| \| \| \| ------------------------------------------------------------------------------ \| -------- \| ---------------------------------- \| ------------------------------- \| --------------------------------------------------------------------------------------------------------------------------------------------------------------------------------------------------------------------------------------------------------------------------------- \| \| 11. Oktober 1993 – 2. Januar 1994 12 Wochen (insgesamt 13) \| 13 \| Rapülők \| Rapeta \| Obwohl die Budapester Band mit ihren beiden ersten Alben einen unübertroffenen Debüterfolg erreichte, trennten sich die drei Mitglieder im dritten Jahr ihres Erfolgs bereits wieder. Erst 2006 kamen sie noch einmal zu einem erneuten Nummer-eins-Album zusammen. \| \| 3. Januar 1994 – 13. März 1994 10 Wochen \| 10 \| (Verschiedene Interpreten) \| Bravo Hits \| Die deutsche Zeitschrift Bravo gründete mehrere Ableger in Ost- und Südeuropa[1] und auch die Bravo Hits als vierteljährliche Hitsammlungen wurden übernommen. Der erste Sampler als Best of 1993 war auch der erfolgreichste. \| \| 14. März 1994 – 10. April 1994 4 Wochen \| 4 \| Vangelis \| 1492: Conquest of Paradise \| Obwohl der zugehörige Film bereits 1992, also 500 Jahre nach der darin thematisierten Entdeckung Amerikas, in die Kinos kam, wurde das weitgehend instrumentale Album des Griechen Vangelis erst 1994, in anderen Ländern erst 1995 ein Erfolg. \| \| 11. April 1994 – 8. Mai 1994 4 Wochen (insgesamt 6) \| 6 \| Zámbó Jimmy \| Zámbó Jimmy IV. \| Mit dem dritten Album in Folge erreichte Zámbó Platz eins. \| \| 9. Mai 1994 – 5. Juni 1994 4 Wochen \| 4 \| Hevesi Tamás \| Ezt egy életen át kell játszani \| – \| \| 6. Juni 1994 – 19. Juni 1994 2 Wochen (insgesamt 6) \| 6 \| Zámbó Jimmy \| Zámbó Jimmy IV. \| – \| \| 20. Juni 1994 – 17. Juli 1994 4 Wochen \| 4 \| 2 Unlimited \| Real Things \| – \| \| 18. Juli 1994 – 28. August 1994 6 Wochen \| 6 \| Diego Modena & Jean-Philippe Audin \| Okarina II \| – \| \| 29. August 1994 – 9. Oktober 1994 6 Wochen \| 6 \| Sipos F. Tamás \| Nincs baj, baby \| – \| \| 10. Oktober 1994 – 23. Oktober 1994 2 Wochen \| 2 \| Tátrai Band \| Utazás az ismeretlenbe I. \| Das vielköpfige Jazz-Rock-Ensemble um Tibor Tátrai veröffentlichte das fünfte Album in zwei getrennten Teilen und belegte damit Platz eins und zwei der Charts. \| \| 24. Oktober 1994 – 6. November 1994 2 Wochen \| 2 \| Bonanza Banzai \| Jóslat \| Obwohl Sänger Ákos bereits im Vorjahr ein sehr erfolgreiches Soloalbum veröffentlicht hatte, setzte das Trio mit diesem nach 1991 zweiten Nummer-eins-Album die Bandgeschichte fort. Dennoch gaben sie nur wenig später ihr Abschiedskonzert und gingen endgültig getrennte Wege. \| \| 7. November 1994 – 29. Januar 1995 12 Wochen \| 12 \| Zámbó Jimmy \| Jimmy’s Roussos \| Mit seiner ungarischen Interpretation von Demis-Roussos-Liedern ist Zámbó der zweite Interpret mit zwei Spitzenreiteralben in diesem Jahr. Er hält damit auch den Rekord für die kürzeste Zeitspanne zwischen zwei Nummer-eins-Alben. \| |                                      |                                      |                                      | |
| ← 1993 |                                      |                                      |                                      | → 1995 → |
| Zeitraum | Wo. ges.                             | Interpret                            | Titel                                | Zusätzliche Informationen |
| (Zeitraum, Wochen auf Platz eins, Interpret, Titel, zusätzliche Informationen) |                                      |                                      |                                      | |
| 11. Oktober 1993 – 2. Januar 1994 12 Wochen (insgesamt 13) | 13                                   | Rapülők                              | Rapeta                               | Obwohl die Budapester Band mit ihren beiden ersten Alben einen unübertroffenen Debüterfolg erreichte, trennten sich die drei Mitglieder im dritten Jahr ihres Erfolgs bereits wieder. Erst 2006 kamen sie noch einmal zu einem erneuten Nummer-eins-Album zusammen.               |
| 3. Januar 1994 – 13. März 1994 10 Wochen | 10                                   | (Verschiedene Interpreten)           | Bravo Hits                           | Die deutsche Zeitschrift Bravo gründete mehrere Ableger in Ost- und Südeuropa und auch die Bravo Hits als vierteljährliche Hitsammlungen wurden übernommen. Der erste Sampler als Best of 1993 war auch der erfolgreichste.                                                       |
| 14. März 1994 – 10. April 1994 4 Wochen | 4                                    | Vangelis                             | 1492: Conquest of Paradise           | Obwohl der zugehörige Film bereits 1992, also 500 Jahre nach der darin thematisierten Entdeckung Amerikas, in die Kinos kam, wurde das weitgehend instrumentale Album des Griechen Vangelis erst 1994, in anderen Ländern erst 1995 ein Erfolg.                                   |
| 11. April 1994 – 8. Mai 1994 4 Wochen (insgesamt 6) | 6                                    | Zámbó Jimmy                          | Zámbó Jimmy IV.                      | Mit dem dritten Album in Folge erreichte Zámbó Platz eins. |
| 9. Mai 1994 – 5. Juni 1994 4 Wochen | 4                                    | Hevesi Tamás                         | Ezt egy életen át kell játszani      | – |
| 6. Juni 1994 – 19. Juni 1994 2 Wochen (insgesamt 6) | 6                                    | Zámbó Jimmy                          | Zámbó Jimmy IV.                      | – |
| 20. Juni 1994 – 17. Juli 1994 4 Wochen | 4                                    | 2 Unlimited                          | Real Things                          | – |
| 18. Juli 1994 – 28. August 1994 6 Wochen | 6                                    | Diego Modena & Jean-Philippe Audin   | Okarina II                           | – |
| 29. August 1994 – 9. Oktober 1994 6 Wochen | 6                                    | Sipos F. Tamás                       | Nincs baj, baby                      | – |
| 10. Oktober 1994 – 23. Oktober 1994 2 Wochen | 2                                    | Tátrai Band                          | Utazás az ismeretlenbe I.            | Das vielköpfige Jazz-Rock-Ensemble um Tibor Tátrai veröffentlichte das fünfte Album in zwei getrennten Teilen und belegte damit Platz eins und zwei der Charts. |
| 24. Oktober 1994 – 6. November 1994 2 Wochen | 2                                    | Bonanza Banzai                       | Jóslat                               | Obwohl Sänger Ákos bereits im Vorjahr ein sehr erfolgreiches Soloalbum veröffentlicht hatte, setzte das Trio mit diesem nach 1991 zweiten Nummer-eins-Album die Bandgeschichte fort. Dennoch gaben sie nur wenig später ihr Abschiedskonzert und gingen endgültig getrennte Wege. |
| 7. November 1994 – 29. Januar 1995 12 Wochen | 12                                   | Zámbó Jimmy                          | Jimmy’s Roussos                      | Mit seiner ungarischen Interpretation von Demis-Roussos-Liedern ist Zámbó der zweite Interpret mit zwei Spitzenreiteralben in diesem Jahr. Er hält damit auch den Rekord für die kürzeste Zeitspanne zwischen zwei Nummer-eins-Alben.                                             |